# サリニツァ川の戦い
サリニツァ川の戦い（ロシア語: Битва при Салнице）は、キエフ・ルーシの諸公が行ったポロヴェツ族への遠征の過程において、最終的な決戦となった戦闘である。戦闘は1111年の3月27日にサリニツァ川河畔で行われ、キエフ大公スヴャトポルク、チェルニゴフ公ダヴィド、ペレヤスラヴリ公ウラジーミル率いるルーシ諸公軍が、ポロヴェツ族軍を大破した。

## 前史
ルーシとポロヴェツ族との勢力圏が接して後、ポロヴェツ族がルーシ領に侵攻するのが常であったが、1103年のドロプスク諸公会議において、ポロヴェツ族への共闘を決めたルーシ諸公は、同年、史上最初のポロヴェツ族の勢力圏のステップへの遠征を行った。また1107年には、スーラ川沿いのルブヌィ近郊において、ボニャーク、シャルカンの率いるポロヴェツ族を破った（スーラ川の戦い）。また1109年には、キエフのヴォエヴォダ（軍司令官）ドミトル・イヴォロヴィチが、ドネツ川流域の、シャルカンの子スィルチャン、オトロクの勢力圏の遊牧地を攻撃し、荒廃させている。

## 遠征
1111年2月26日、ルーシ諸公連合軍（キエフ大公スヴャトポルク、チェルニゴフ公ダヴィド、ペレヤスラヴリ公ウラジーミルが、それぞれの子達を連れて参加した）は、十字架を携えた司祭に聖歌を歌わせながら、シャルカニへ向けて軍を発した。研究者の説の中には、これを十字軍的な性質を帯びた遠征であったと述べるものがある。ルーシの軍勢はドロブスク湖(ru)に終結し、スーラ川、ホロール川、プショール川を越え、ドネツ川河畔へと至った。
五日間の包囲ののち、シャルカニは戦わずして降伏した。一方スグロフには焼き討ちを掛けた。なお、シャルカニ、スグロフは共にポロヴェツ族のハンの名から名づけられた都市である（シャルカニはシャルカン、スグロフは1107年のスーラ川の戦いで捕虜となったスグルの名に拠る）。

## 戦闘
3月24日、ドネツ川付近で激しい戦闘となった。そして3月27日の朝、サリニツァ川沿いで2度目の戦闘となった。初めポロヴェツ族軍はルーシ諸公軍を包囲し、優位に立ったが、それを維持することはできなかった。最終的にはルーシ諸公軍が勝利し、多くの捕虜と戦利品を得た。

## その後
1111年以降、ポロヴェツ側からルーシ領に接近してきたのは、1113年のキエフ大公スヴャトポルクの死後のみである。ただしこの侵入したポロヴェツ族は、大公位を継いだウラジーミル（上記のペレヤスラヴリ公ウラジーミル）と講和した。一方、ルーシ諸公はその後も何度かポロヴェツ族の支配圏に遠征を行っている。また、1111年の敗戦の後、ポロヴェツ族のうちオトロクとスィルチャンのオルダはより東方へと退避した。